# Sainte-Croix (Tarn)
Sainte-Croix is een gemeente in het Franse departement Tarn (regio Occitanie) en telt 287 inwoners (1999). De plaats maakt deel uit van het arrondissement Albi.

## Geografie
De oppervlakte van Sainte-Croix bedraagt 7,3 km², de bevolkingsdichtheid is 39,3 inwoners per km².
De onderstaande kaart toont de ligging van Sainte-Croix (Tarn) met de belangrijkste infrastructuur en aangrenzende gemeenten.

## Demografie
Onderstaande figuur toont het verloop van het inwonertal (bron: INSEE-tellingen).